# هوشنگ ساعدلو
هوشنگ ساعدلو (زادهٔ ۱۳۰۹ – درگذشتهٔ ۲۹ مرداد ۱۳۸۹)، محقق، اقتصاددان و استاد دانشگاه تهران در رشته اقتصاد کشاورزی بود.مرگ او با سکوت خبری همراه بود. او پژوهشگر جامعه‌شناسی روستایی بود و کارهای میدانی بسیاری انجام داد و تنوع بی‌کران جامعه روستایی ایران را مانند کف دست می‌شناخت.

## زندگی سیاسی
محمد علی همایون کاتوزیان در مقدمه کتاب خاطرات سیاسی خلیل ملکی از محمدحسین تمدن جهرمی و دو استاد برجسته دیگر این دانشکده، زنده یادان دکتر امیر حسین جهانبگلو و دکتر هوشنگ ساعدلو، به عنوان اعضای شاخه جوانان حزب توده نام می‌برد که به دلیل نگاه انتقادی‌شان نسبت به رابطه این حزب با شوروی سابق و در نتیجه رابطه نادرست آن با محمد مصدق و جنبش ملی شدن صنعت نفت و جبهه ملی، از آن بریدند و به نیروی سوم به رهبری خلیل ملکی و جلال آل‌احمد پیوستند.
تمدن، جهانبگلو و ساعدلو، همزمان با افول جبهه ملی ایران (دوم)، در سال‌های پایانی دهه ۱۳۳۰ و اوایل دهه۱۳۴۰، برای ادامه تحصیل به اروپا رفته و پس از گرفتن دکترا و بازگشت به میهن، در کسوت هیئت علمی دانشکده اقتصاد دانشگاه تهران به فعالیت‌های علمی پرداختند.
به گفتهٔ علی میرفطروس:
- جریانی که به همت ملکی از حزب توده انشعاب کرده بود، اساساً یک جریان فرهنگی بود که اعضای شناخته شدهٔ آن عبارت بودند از: فریدون توللی، رسول پرویزی، اردشیر محصص، جلال آل‌احمد، محمدعلی خنجی، هوشنگ ساعدلو، ابراهیم گلستان، نادر نادرپور، احمد آرام، داریوش آشوری، هوشنگ وزیری، محمد تقی یارمهدی و دیگران.

## برخی از مقاله‌ها
متأسفانه کلیه مقالات ایشان در دست نمی‌باشد؛ ولی از آنچه اطلاعی موجود است، در زیر ارائه می‌شود.
- یادی از دکتر غلامعلی سیار

- در مجله بخارا مرداد ۱۳۸۲ - شماره ۲۶ (۸ صفحه - از ۳۴۷ تا ۳۵۴)
- به یاد رضا شایان

- در مجله کلک دی ماه ۱۳۶۹ - شماره ۱۰ (صفحه: از ۱۰۳ تا ۱۰۵)
- کتابچه رقبات قاجاری

- در مجله اقتصاد کشاورزی و توسعه - تابستان ۱۳۷۴ - شماره ۱۰ (۱۵ صفحه - از ۲۰۲ تا ۲۱۶)
-در جای دیگر به نام کتابچه رقبات محمد شاهی و ناصرالدین شاهی آمده است.
-در جلد اول کتاب هفتاد مقاله (گردآوری یحیی مهدوی و ایرج افشار)، توسط انتشارات اساطیر در سال ۱۳۶۹ چاپ شده است.
- نظری به مسائل و مشکلات حقوقی کشاورزی ایران

- در مجله اقتصاد کشاورزی و توسعه در پاییز ۱۳۷۳ - شماره ۷ (۱۸ صفحه - از ۱۶۱ تا ۱۷۸)
- تحقیق در مسائل اقتصاد کشاورزی ایران:حد مطلوب

- در مجله تحقیقات اقتصادی - اسفند ۱۳۴۲ - شماره ۷ و ۸ (۳۴ صفحه - از ۱۵۱ تا ۱۸۴)
- مصاحبه با ایشان در مجله برنامه بتاریخ ۲۵ اردیبهشت ۱۳۸۲ - شماره ۱۸
- به یاد دکتر میر عبدالرحمن صدریه انارکی

- در مجله بخارا - آذر و اسفند ۱۳۸۰ - شماره ۲۱ و ۲۲ (۳ صفحه - از ۲۸۴ تا ۲۸۶)
- تحقیق، تحلیل و تفسیر کتاب استخراج آب‌های پنهانی(۲۰۰۹)[۱۲]
- تبلور هویت کشاورزی ایران در وراثت زراعی

- انتشار محدود شخصی - مهر ۱۳۵۷
- به یاد دکتر محمد مصدق، دو نامه از دکتر محمد مصدق به سیروس داورپناه[۱۳]
- نقدی بر سیاست توسعه کشاورزی در قطب‌های منابع آب و خاک

- در مجله تحقیقات اقتصادی ۲۳/۲۴ پاییز و زمستان ۱۳۴۹ (صفحه ۸۸–۶۶)
- خاطرات سردار اسعد با برخی حواشی

- در فصلنامه بررسی کتاب - آذر و دی ۱۳۸۶
- نگارش مقدمه، تنقیح و توضیح کتاب مفاتیح الارزاق یا کلید در گنج‌های گهر

- با همکاری مهدی قمی‌نژاد
- تصحیح و انتشار کتاب بزم و رزم اثر استرآبادی

- به اتفاق توفیق ه سبحانی. چاپ انجمن آثار و مفاخر فرهنگی بتاریخ ۱۳۹۴ در تهران.
- دربارهٔ سازمان‌های تولید زراعی سنتی ایران، بنه‌ها

- جزوه درسی پلی‌کپی شده‌ای در سال ۱۳۴۷.
- اقتصاد کشاورزی

- تهران، ۱۳۴۷.انتشارات دانشکده اقتصاد دانشگاه تهران. (پلی‌کپی). ص ۸۴–۸۶.
- نگاهی تاریخی به فاصله زمانی تألیف دو کتاب ارشاد الزراعه ۹۲۱ق و مفاتیح الارزاق ۱۲۷۰ق

- مقاله پنجم از کتاب علوم محضه از آغاز صفویه تا تأسیس دارالفنون، اثر مهدی محقق۱۲۷۰ق
- بُنه‌ها(منبع شماره ۱۴)

## کتاب‌های او
- مسایل کشاورزی ایران

-انتشارات رواق، تهران، ۱۳۵۷.

## حامیان نسخ خطی
هوشنگ ساعدلو در پنجم آذرماه ۱۳۸۳ در ساختمان قدیمی مجلس، با شرکت در پنجمین آیین بزرگداشت حامیان نسخ خطی، با همکاری کتابخانه، موزه و مرکز اسناد مجلس شورای اسلامی و مرکز نشر میراث مکتوب شرکت کرد. در این برنامه، او و منوچهر ستوده، ایرج افشار، و عده‌ای دیگر، سخنرانی کردند. همچنین در بزرگداشت حامیان نسخ، از دکتر علی اصغر مهدوی، محقق اسناد کهن، تجلیل و نمایشگاهی از آثار تصحیح شده وی از نسخ خطی برگزار شد.

## ترجمه کتاب
- جامعه اینکا، از نخستین دولت‌های سوسیالیستی جهان

-اثر لوئی بودن، چاپ ترجمه توسط انتشارات علمی و فرهنگی، چاپ دوم ۱۳۷۷. (چاپ اول ۱۳۴۵).

## نظرات و یافته‌ها
- ابتدای دهه سی، مرحوم فیلسوفی طی مقاله ای که در مجله آب و آبیاری به چاپ رسید، موضوع ادغام چاه و قنات را مطرح کرد. این روش به استفاده از خاصیت چاه آرتزین استوار است. این خاصیت زمانی ایجاد می‌شود که چاه درست در وسط چاله یا مخزن آب حفر شده باشد در اینصورت آب با فشار و بدون نیاز به استفاده از دستگاه‌های مکانیکی به بیرون خواهد ریخت.
- مقایسه چاه و قنات به عنوان دو روش دسترسی به آب، کاملاً بی‌مورد است. استفاده از این دو روش، وابسته به وضعیت جغرافیایی و مکان مورد نظر برای استفاده از آنهاست.[۲۳]
- به گفته مرتضی فرهادی استاد دانشگاه علامه طباطبایی:

- بهر حال خداوند لطف کرده‌است به استاد صفی‌نژاد و بنده و چند بزرگوار دیگر که امروز پیش ما نیستند - خدا رحمت‌شان کند، مثل مرحوم باستانی پاریزی، دکتر هوشنگ ساعدلو، استاد حسین ملک که نمی‌دانم هست یا نیست. این‌ها کسانی بودند که بانگ آب را پیش از بنده و حتی پیش از استاد صفی‌نژاد در این مملکت بیان کردند ولی گوش‌های کر آن را نشنید. اینکه این گوش‌ها چرا کر شدند و چرا چنین مطالبی را نمی‌شنوند، خودش به یک آسیب‌شناسی نیازمند است.
- بُنه‌ها، منطقی‌ترین سازمان‌های تولید زراعی سنتی در انطباق با شرایط طبیعی در ایران است. (منبع شماره ۱۴)

## فعالیت در شورای تهران‌پژوهی
تشکیل شورای تهران‌پژوهی در بنیاد دانشنامه بزرگ فارسی (۱۳۷۲) با عضویت اساتید: دکتر علی بلوکباشی (با تخصص مردم‌شناسی)، دکتر ناصر تکمیل همایون (تاریخ و جامعه‌شناسی)، دکتر هوشنگ ساعدلو (اقتصاد)، دکتر محمدمنصور فلامکی (معماری)، علی اکبر محمودیان (جغرافیا و جغرافیای تاریخی)، دکتر صادق ملک شهمیرزادی (باستانشناسی) و دکتر محمود بروجردی، پس از یک سال و نیم و با ارائه ۲۵۰۰ درایه (مدخل)، متأسفانه به علت مشکلات مالی ادامه نیافت.

## یاد او
- دومین سالگرد درگذشت هوشنگ ساعدلو

- نوشتهٔ محمد علی همایون کاتوزیان - نقد و بررسی کتاب تهران - شماره ۳۷ (زمستان ۱۳۹۱)- فصلنامه آموزشی، اطلاع‌رسانی، تحلیلی در زمینه مسائل اجتماعی فرهنگی
- در مجموعه کهن‌دیارا - در ترازوی نقد از سخن (مجله)، در بخش پایانی کتاب، عکس‌هایی از سفرهای نادر نادرپور با هوشنگ ساعدلو و شمس آل‌احمد به چاپ رسیده است.[۲۷]